# 南澳大利亞州州徽
南澳州州徽（Coat of arms of South Australia）是南澳大利亚州的官方紋章，是由伊丽莎白二世在1984年4月19日御前授與的州徽，取代爱德华八世在1936年所授的紋章。
州徽的盾牌上有笛管伯勞站在金黃色的光盤內（官方說法是代表朝陽），盾的背景是藍色的。笛管伯勞是非官方的南澳洲州鳥，此鳥也在南澳州州旗中出現。
其冠飾是南澳州的州花斯特爾特沙漠豌豆，花朵位在有金黃色、紅色及藍色的花圈上。此紋章沒有支撐物。其基座是一片草地，上面有表示農業及工業的符号，其格言為「South Australia」。

## 以往的紋章

以前的南澳州州徽，從1936年開始使用到1984年為止。
1984年時曾提議的南澳州州徽

## 外部連結
- The State Coat of Arms of South Australia
- Download the State Coat of Arms of South Australia